# Universal ABIT
Universal ABIT était un constructeur taïwanais de matériel informatique, fondé en 1989. Les cartes mères commercialisées sous la marque Abit ont le plus contribué à la réputation de la marque.
À la suite des déboires économiques accumulés depuis 2001, le fondeur a décidé d'arrêter son activité pour le 31 décembre 2008.